# 鄭崇
鄭 崇（てい すう、生没年不詳）は、前漢末の人。字は子游。高密国高密県の人。

## 略歴
高密国の大族の出身で、一族は代々王家と婚姻関係を結んでいた。祖父の代に財産が規定以上だったことから平陵に移住させられた。父の鄭賓は法令に明るく、御史となり貢禹に仕えて公平で正直であると評判になった。
鄭崇は若くして郡の文学史となり、丞相大車属に至った。弟の鄭立が高武侯傅喜と同門の学生で友人となっていたことから、傅喜は大司馬に任命されると鄭崇を推薦し、哀帝はそこで鄭崇を尚書僕射に抜擢した。鄭崇はしばしば諫言を行い、哀帝も当初はその諫言を受け入れた。いつも革の履物を引きずっていたので、哀帝は笑って「私は鄭尚書の履物の音を聞き分けられるぞ」と言った。
しばらくして、哀帝が祖母傅太后の従弟である傅商を列侯に封じようとするのを鄭崇が諫言したが、傅太后の怒りを買い、封侯が実施された。また鄭崇は哀帝が董賢を過度に寵愛するのを諌めたが、それらにより重ねて罪を得ることとなった。何度も責めを受けることとなって病気となり、首にできものができたので引退しようと思っていたところ、もともと鄭崇と仲が悪かった尚書令の趙昌が鄭崇は宗族と通じて悪事を働いていると讒言した。
哀帝が「君の家は人が市場のように沢山いるようだが、どうしてそれで主君のすることを禁じることができるのだ？」と責めると、鄭崇は「私の家は市場のようであっても、私の心は水のように澄み切っております。取り調べていただきたく思います」と答えた。哀帝は怒って鄭崇を獄に下して徹底的に取り調べさせ、鄭崇は獄中で死んだ。
なお、後漢の大儒者として有名な鄭玄は鄭崇の八代後の子孫とされている（『後漢書』鄭玄伝）。